# Droog (bedrijf)

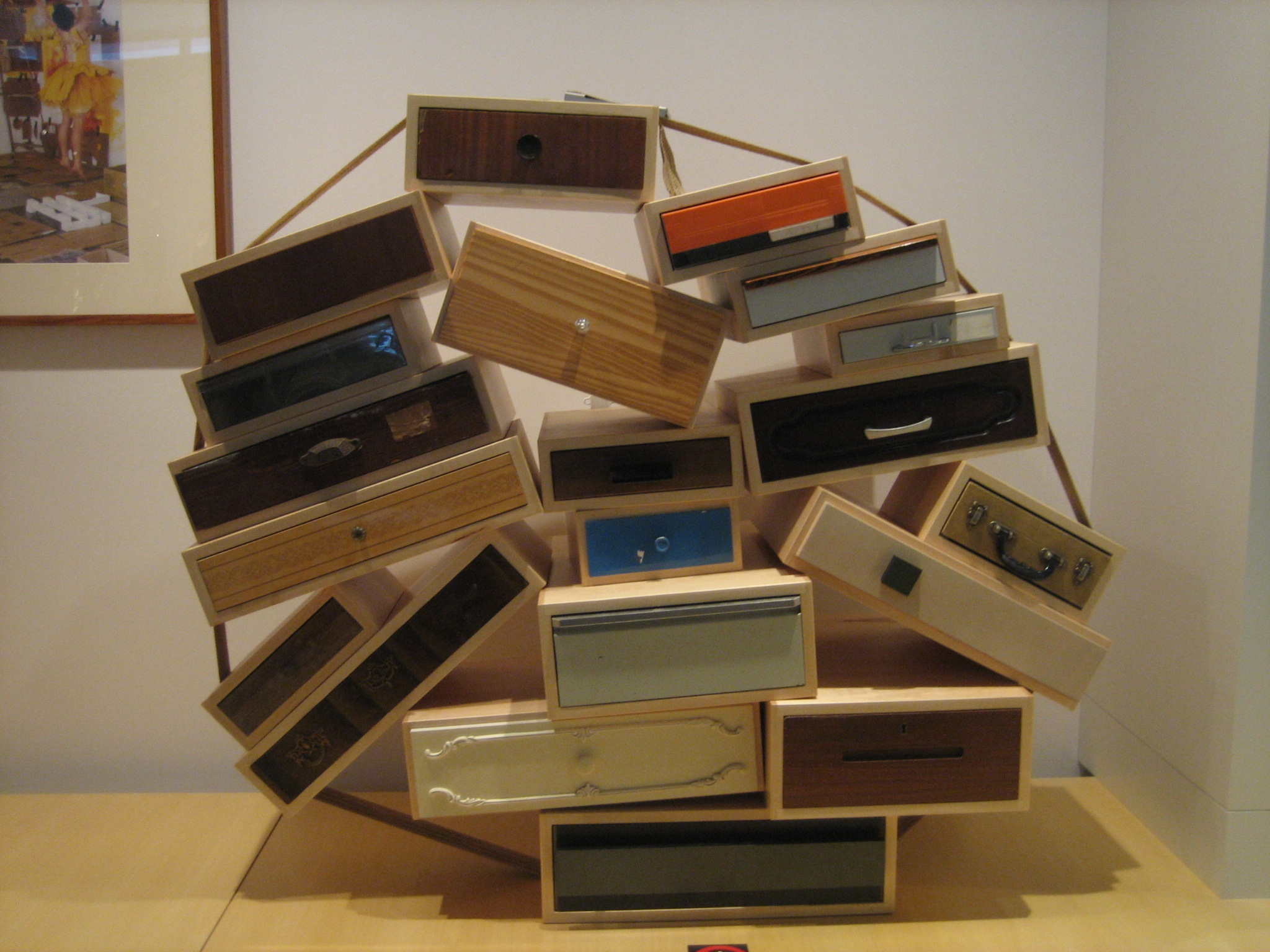
Tejo Remy: Chest of Drawers, ontwerp 1991

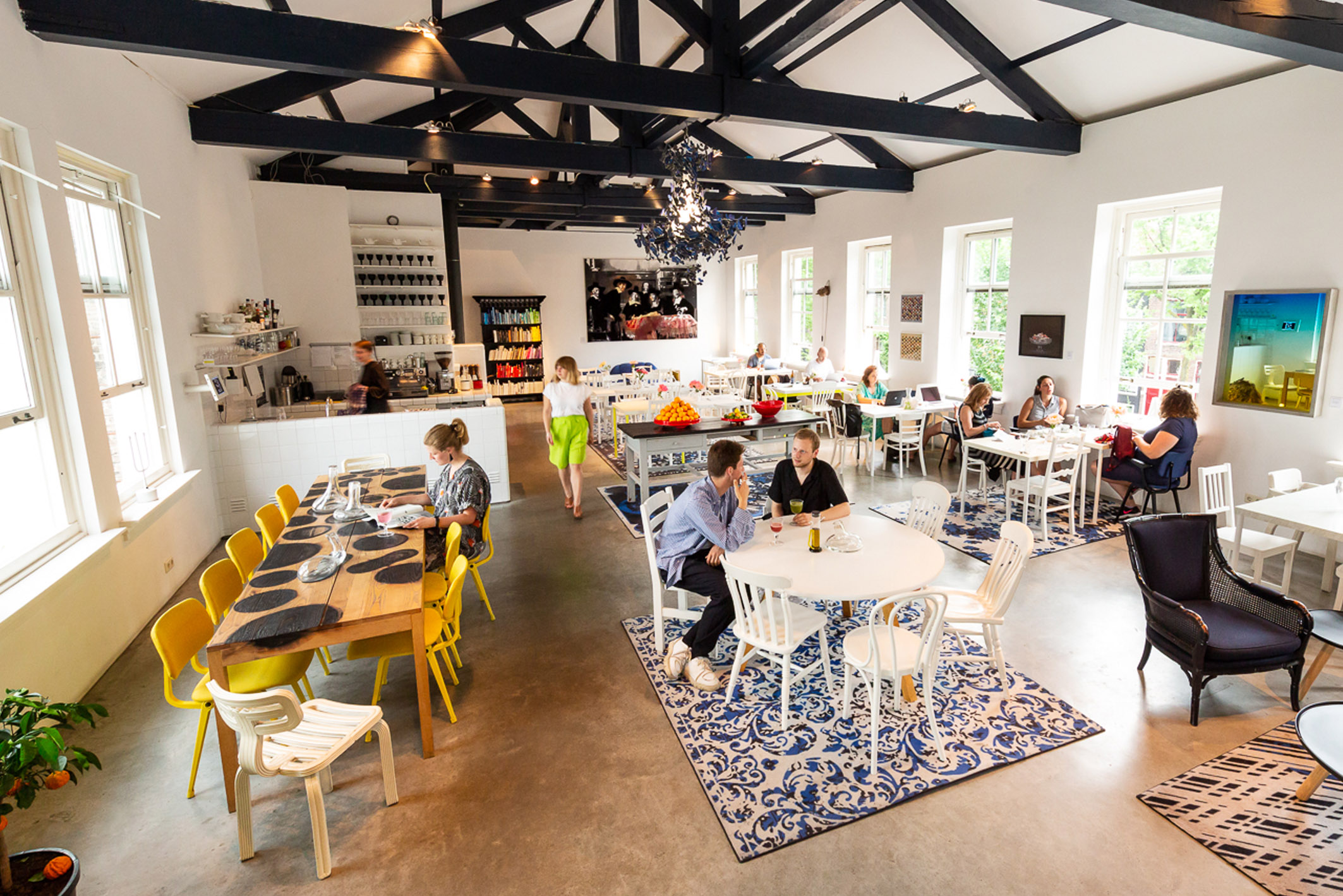
Droog Restaurant in Amsterdam

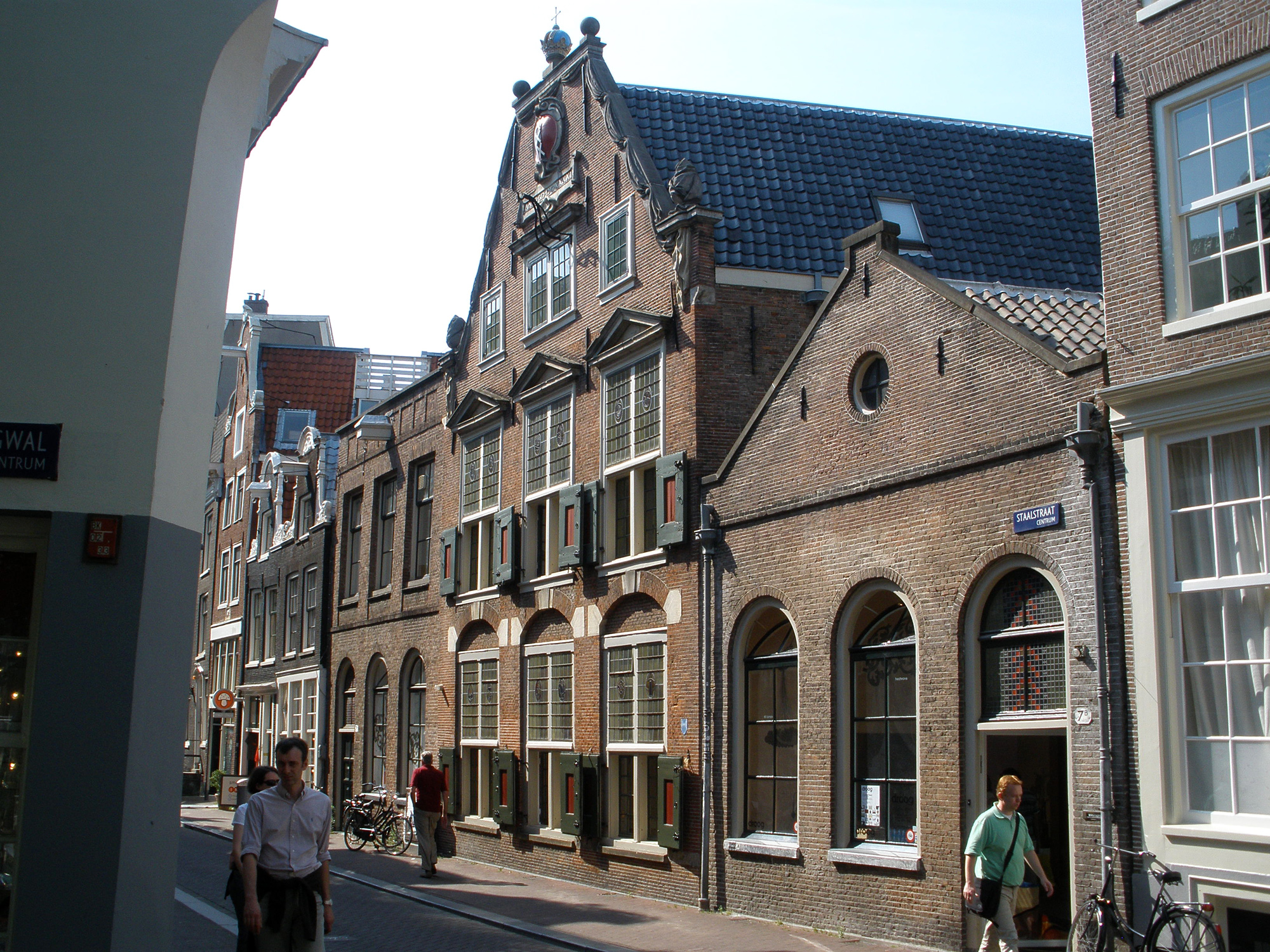
Vestiging in de Saaihal in Amsterdam

Droog is een Nederlandse designstichting, gevestigd in Amsterdam. Droog is internationaal een gerenommeerd designlabel en een van de bekendste exponenten van Dutch Design. Bekende ontwerpers die met Droog hebben samengewerkt zijn Hella Jongerius, Marcel Wanders, Tejo Remy, Richard Hutten, Henk Stallinga en Jurgen Bey.

## Historie
Droog is in 1993 opgericht door Renny Ramakers en Gijs Bakker ter promotie van hedendaagse Nederlandse vormgeving. De initiatiefnemers hadden werk van jonge Nederlandse ontwerpers geselecteerd waarbij zij een nieuwe trend zagen in het hergebruik van alledaagse objecten gecombineerd met een down-to-earth mentaliteit. Ze presenteerden dit werk tijdens de Salone del Mobile, de internationale meubelbeurs in Milaan. De presentatie kreeg de naam "droog". De tentoonstelling werd een succes en daarna werd Stichting Droog Design opgericht ter promotie en ontwikkeling van vernieuwende vormgeving.
Gijs Bakker en Renny Ramakers bouwden in het volgende decennium Droog uit in binnen en buitenland, met elk jaar een presentatie op de Salone del Mobile in Milaan. Vanaf 2003 begon Droog met de eigen productie en verspreiding van de collectie en in 2004 werden het hoofdkantoor en de winkel en galerie van Droog in Amsterdam geopend. Gijs Bakker ging in 2009 zijn eigen weg, Ramakers is tot op heden directeur van Droog. In 2018 werden zij beiden bekroond met een Koninklijke Onderscheiding (lintje).
Ontwerpen uit de Droog collectie zijn opgenomen in musea wereldwijd, zoals het Stedelijk Museum Amsterdam, het Museum of Modern Art in New York, het Victoria & Albert Museum in London. Droog bracht verschillende publicaties uit, zoals Droog Design-Spirit of the Nineties, Simply Droog en Here, There, Everywhere.

## Projecten, tentoonstellingen en evenementen
Dry Tech was Droog's eerste experimentele project, in samenwerking met de Technische Universiteit Delft, met als een van de resultaten de 'Knotted chair' van Marcel Wanders.
Na de eerste presentatie op de Salone del Mobile in Milaan werd er tot en met 2015 elk jaar een nieuw project gepresenteerd, zoals Go Slow, Value for Money, Hotel Droog, Do Create, Smart Deco 2, Saved by Droog, Design for Download en Construct Me.
Van 2004 tot 2007 vonden onder de noemer Simply Droog overzichtstentoonstellingen plaats in onder andere het Haus der Kunst in München, het Gemeentemuseum Den Haag, Museo Oscar Niemeyer in Curitiba (Brazilië) en het Museum of Arts & Design in New York. Bij deze gelegenheid kwam er ook een boek uit over Droog, Simply Droog: 10 + 1 years of creating innovation and discussion. Dit boek werd in 2006 uitgebreid en heruitgegeven onder de titel Simply Droog: 10 + 3 years of creating innovation and discussion.
Andere reizende tentoonstellingen waren bijvoorbeeld:  Do Create (Tokyo, London, New York, Rotterdam, 2000) een presentatie van ontwerpen die door middel van een actie ('do') tot iets nieuws ontwikkelden; Go Slow (Milaan, New York, Rotterdam, Londen, Tokyo, 2004), een café-opstelling waarbij de luxe van aandacht en zorg werd gevierd; A Human Touch (Shanghai, Jakarta, Nieuw-Zeeland, Melbourne en Sydney 2006) met een deel van de Droogcollectie, producten die door de bezoekers konden worden aangeraakt, en Material Matters (Eindhoven, Milaan, Shenzhen, 2014), dat speculatieve strategieën presenteerde om om te gaan met materiele schaarste.
Van 2009 tot 2015 vond een serie projecten plaats onder de noemer Droog Lab. In samenwerking met lokale partners en experts reisden ontwerpteams naar diverse plekken in de wereld, van New York, China, Moskou, Dubai, Mumbai, België tot het uiterste noorden van Canada. Geleid door een thema, onderzochten ze wat van de uiteenlopende locaties geleerd zou kunnen worden. De uitkomsten waren zowel visionair als praktisch van aard. De projecten omvatten verschillende disciplines: zowel identiteit, mode, voedsel als product-, experience- en stadsontwerp De projecten van Droog Lab zijn gebundeld in het boek Here, There, Everywhere.
In 2018, ter gelegenheid van het 25-jarig bestaan van Droog, werd in de galerie van Droog de tentoonstelling Enter the Past en See the Future  gepresenteerd, en in Museum Kranenburgh de overzichtstentoonstelling Do it Like Droog. 25 Years Droog Design.

## Droog Amsterdam
Sinds 2004 is Droog gevestigd in de Staalstraat in Amsterdam. Na een uitbreiding van het pand naar het naastgelegen voormalig GGD-gebouw, werd in 2012 Hôtel Droog geopend. Alle elementen van een eigentijds hotel waren aanwezig: winkel, restaurant, vergaderruimtes, expositieruimte, een tuin, een lobby, maar er was slechts één hotelkamer. De ruimtes waren deels ingericht met items uit de Droog collectie.
Als ode aan het schilderij De Staalmeesters van Rembrandt uit 1662, een opdracht van de toenmalige lakengilde die in het pand was gevestigd, hangt er nu een hedendaagse interpretatie van het schilderij in het restaurant, gemaakt door Berend Strik. De Fairytale Garden ontworpen door Claude Pasquer en Corinne Détroyat is een tuin maar ook een kunstwerk.
Sinds 2018 is het restaurant op de eerste etage het middelpunt van het gebouw, de winkel is alleen nog online te bezoeken. Een deel van de ruimtes wordt gebruikt voor presentaties en vergaderingen van externe partijen. Ook worden er huwelijken gesloten en er zijn co-working ruimtes. De gehele benedenverdieping is ca. 400 m² tentoonstellingsruimte. Er vinden wisselende tentoonstellingen plaats, zoals Het Design Loket en Space is the Place van Mieke Gerritzen in 2019 en Onward&Upward van Liselore Frowijn en Renny Ramakers in 2020.